# 3278 Běhounek
3278 Běhounek eller 1984 BT är en asteroid i huvudbältet som upptäcktes den 27 januari 1984 av den tjeckiske astronomen Antonín Mrkos vid Kleť-observatoriet i Tjeckien. Den är uppkallad efter den tjeckiske fysikern František Běhounek.
Asteroiden har en diameter på ungefär 31 kilometer.